# Yacimiento de El Jardal
El Yacimiento de El Jardal es un yacimiento arqueológico situado en un pequeño cerro en la margen sur del río Guadiana, donde este actúa como frontera entre los términos municipales de Castilblanco y Herrera del Duque, en la provincia de Badajoz (comunidad autónoma de Extremadura). El yacimiento consta de un poblado situado en lo alto de un pequeño cerro y una necrópolis a sus pies. El poblado permanece sin estudiar, y la necrópolis solo ha sido estudiada parcialmente al quedar cubierta por las aguas del Guadiana cuando aumenta el nivel del embalse de García de Sola.